# 2256 Wiśniewski
2256 Wiśniewski (2256 Wisniewski) là một tiểu hành tinh Themis được đặt theo tên nhà thiên văn học Ba Lan Wiesław Z. Wiśniewski.